# Claudio Circhetta
Claudio Circhetta (Muttenz, 18 november 1970) is een voormalig Zwitsers voetbalscheidsrechter. Hij begon met fluiten in 1988 en leidde in 2000 zijn eerste wedstrijd in de hoogste afdeling van het Zwitserse profvoetbal, de Raiffeisen Super League. Circhetta, autoverkoper van beroep, was vijf jaar (2005-2010) actief als internationaal voetbalarbiter.

## Interlands
| Datum            | Wedstrijd               | Uitslag | Competitie        | Kreeg geel | Kreeg voor de tweede keer geel en dus rood | Weggestuurd |
| ---------------- | ----------------------- | ------- | ----------------- | ---------- | ------------------------------------------ | ----------- |
| 2 september 2006 | Oostenrijk – Costa Rica | 2 – 2   | Vriendschappelijk | 5          | 0                                          | 0           |
| 7 februari 2007  | Luxemburg – Gambia      | 2 – 1   | Vriendschappelijk | 5          | 0                                          | 0           |
| 2 juni 2007      | Litouwen – Georgië      | 2 – 1   | EK-kwalificatie   | 6          | 0                                          | 0           |
| 22 augustus 2007 | Montenegro – Slovenië   | 1 – 1   | Vriendschappelijk | 6          | 0                                          | 1           |
| 17 oktober 2007  | Polen – Hongarije       | 0 – 1   | Vriendschappelijk | 3          | 0                                          | 0           |
| 24 mei 2008      | Nederland – Oekraïne    | 3 – 0   | Vriendschappelijk | 0          | 0                                          | 0           |
| 20 augustus 2008 | Slovenië – Kroatië      | 2 – 3   | Vriendschappelijk | 4          | 0                                          | 0           |
| 11 oktober 2008  | Hongarije – Albanië     | 2 – 0   | WK-kwalificatie   | 4          | 0                                          | 0           |
| 5 september 2009 | Duitsland – Zuid-Afrika | 2 – 0   | Vriendschappelijk | 0          | 0                                          | 0           |
| 14 oktober 2009  | Kazachstan – Kroatië    | 1 – 2   | WK-kwalificatie   | 7          | 0                                          | 0           |
| 14 november 2009 | Italië – Nederland      | 0 – 0   | Vriendschappelijk | 4          | 0                                          | 0           |
| 3 september 2010 | Slowakije – Macedonië   | 1 – 0   | EK-kwalificatie   | 5          | 1                                          | 0           |